# Orosházi járás
Az Orosházi járás Békés vármegyéhez tartozó járás Magyarországon, amely 2013-ban jött létre. Székhelye Orosháza. Területe 717,18 km², népessége 50 835 fő, népsűrűsége 71 fő/km² volt a 2012. évi adatok szerint. Két város (Orosháza és Tótkomlós) és 6 község tartozik hozzá.
Az Orosházi járás a járások 1983-as megszüntetése előtt is mindvégig létezett, és székhelye az állandó járási székhelyek kijelölése (1886) óta végig Orosháza volt.

## Települései
| Település     | Rang (2013. július 15.) | Kistérség (2013. január 1.) | Népesség (2012. január 1.) | Terület (km²) |
| ------------- | ----------------------- | --------------------------- | -------------------------- | ------------- |
| Orosháza      | járásszékhely város     | Orosházai                   | 28 910                     | 202,22        |
| Tótkomlós     | város                   | Orosházai                   | 5 780                      | 125,05        |
| Gádoros       | nagyközség              | Orosházai                   | 3 555                      | 38,13         |
| Nagyszénás    | nagyközség              | Orosházai                   | 5 070                      | 95,56         |
| Békéssámson   | község                  | Orosházai                   | 2 318                      | 71,21         |
| Csanádapáca   | község                  | Orosházai                   | 2 617                      | 51,3          |
| Kardoskút     | község                  | Orosházai                   | 885                        | 76,58         |
| Pusztaföldvár | község                  | Orosházai                   | 1 700                      | 57,13         |